# ارمان اوزگور
ارمان اوزگور (انگلیسی: Erman Özgür؛ زادهٔ ۱۳ آوریل ۱۹۷۷) بازیکن فوتبال اهل ترکیه است.
از باشگاه‌هایی که در آن بازی کرده‌است می‌توان به باشگاه فوتبال آنکارا اسپور، باشگاه فوتبال غازی عینتاب‌اسپور، باشگاه فوتبال مرسین، باشگاه ورزشی آدانا دمیرسپور، باشگاه فوتبال قونیه‌اسپور، باشگاه فوتبال ترابزون‌اسپور، و باشگاه فوتبال کارتال‌اسپور اشاره کرد.
وی همچنین در تیم ملی فوتبال زیر ۲۱ سال ترکیه بازی کرده‌است.